# La divisa scolastica di Akebi
La divisa scolastica di Akebi (明日ちゃんのセーラー服?, Akebi-chan no Sērāfuku) è un manga scritto e disegnato da Hiro. Viene serializzato sul sito web Tonari no Young Jump di Shūeisha dal 2 agosto 2016 e i capitoli vengono raccolti in volumi tankōbon a partire dal 19 aprile 2017. In Italia il manga è edito da Edizioni BD sotto l'etichetta J-Pop che lo pubblica a partire dal 17 luglio 2019.
Un adattamento anime dal titolo Akebi's Sailor Uniform e prodotto da CloverWorks è stato trasmesso in Giappone dall'8 gennaio al 26 marzo 2022.

## Trama
La protagonista della serie è una ragazza giapponese di nome Komichi Akebi, da sempre amante dei vestiti alla marinara (passione che si è sviluppata grazie all'influenza di Miki Fukumoto, una celebre idol di cui lei è fan), che arriva a far realizzare a sua madre Yuwa un'uniforme scolastica alla marinara in occasione del suo ingresso alle scuole medie. La ragazza viene così accettata nella vecchia scuola privata frequentata dalla madre quando aveva la sua età, l'accademia femminile Roubai, ed è felicissima di poter indossare la sua uniforme fatta in casa ma il primo giorno che fa ingresso nell'istituto scopre che il codice di abbigliamento non prevede più l'utilizzo delle uniformi alla marinara, le quali sono state sostituire con i blazer. Nonostante ciò, la preside della scuola fa felicemente un'eccezione e le permette di indossare l'uniforme tradizionale alla marinara. Da quel momento Akebi inizierà a farsi strada attraverso i suoi anni della prima adolescenza, finendo per fare amicizia con molte compagne di scuole e godendosi la vita scolastica.

## Personaggi

### Accademia Roubai

Le protagoniste nell'anime

Komichi Akebi (明日 小路?, Akebi Komichi)
Doppiata da: Manatsu Murakami
Una studentessa del primo anno delle scuole medie nonché la protagonista che dà il titolo alla serie. Dopo aver terminato gli studi alla scuola elementare Futaba, è stata accettata all'accademia femminile Roubai, istituto frequentato anche da sua madre Yuwa quando aveva la sua età. Fin da ba bambina, è sempre stata affascinata dai vestiti alla marinara, così come le uniformi. Riesce a convincere sua madre a confezionargliene una del tutto identica a quella indossata da quest'ultima da giovane per il suo primo giorno nella nuova scuola. Una volta arrivata alla cerimonia d'ingresso della scuola, Akebi si sente inizialmente fuori posto per via del fatto che è l'unica a indossare l'uniforme alla marinara, e scopre dalla preside che quel tipo di vestito faceva parte del codice di abbigliamento originale dell'istituto quando sua madre Yuwa era studentessa e da diversi anni sono stati adottati i blazer. Nonostante ciò, la preside le concede il permesso di indossare l'uniforme alla marinara se lo desidera, rendendola l'unica studentessa dell'istituto a vestire l'uniforme originale della scuola. Mentre frequenta la sua nuova scuola e fa i primi passi nel mondo dell'adolescenza, spera di farsi centinaia di amiche. A scuola diventa presto popolare per la sua personalità estroversa e si unisce al club di teatro.
Touko Usagihara (兎原 透子?, Usagihara Tōko)
Doppiata da: Akari Kitō
Una studentessa birichina originaria di Tokyo. È la compagna di dormitorio di Kizaki e fa amicizia con Akebi il primo giorno di scuola. Membro del club di softball, Usagihara è nota tra le sue compagne di classe per cucinare molto bene nella cucina del suo dormitorio, così come per i suoi voti bassi. Ha frequentato la stessa scuola di preparazione agli esami di Tatsumori.
Minoru Ohkuma (大熊 実?, Ōkuma Minoru)
Doppiata da: Konomi Kohara
Una ragazza curiosa, non ama socializzare e preferisce invece prendere appunti sulle persone mentre le osserva nella speranza di poterci avere a che fare in futuro. Prende anche appunti sui vari animali selvatici che vede o incontra in giro. Nell'anime condivide la stanza del dormitorio con Togeguchi.
Neko Kamimoku (神黙 根子?, Kamimoku Neko)
Doppiata da: Miku Itō
Una ragazza con la tendenza a dormire molto. È la coinquilina di Usagihara.
Erika Kizaki (木崎 江利花?, Kizaki Erika)
Doppiata da: Sora Amamiya
Una ragazza di Tokyo; è la prima persona che Akebi incontra durante il primo giorno di scuola e le due finiscono per diventare rapidamente migliori amiche. Proviene da una famiglia benestante che possiede una villa. Quando si sente nervosa o ansiosa, ha l'abitudine di usare il tagliaunghie, sostenendo che il suono dell'oggetto per lei sia un sollievo terapeutico che la aiuta a rilassarsi. Ha anche molti hobby, come suonare il violino, il pianoforte e l'equitazione, anche se poi finisce per unirsi al club di arrampicata.
Tomono Kojou (古城 智乃?, Kojō Tomono)
Doppiata da: Shion Wakayama
Una ragazza timida e tranquilla con gli occhiali originaria della prefettura di Nagano. Le piace molto leggere e perciò fa ha deciso di iscriversi al club di letteratura.
Riona Shijou (四条 璃生奈?, Shijō Riona)
Doppiata da: Azusa Tadokoro
Una ragazza impacciata che giocava a tennis.
Ai Tatsumori (龍守 逢?, Tatsumori Ai)
Doppiata da: Mariya Ise
Una studentessa seria e studiosa. È la vicepresidente di classe e un membro del club di atletica leggera.
Kei Tanigawa (谷川 景?, Tanigawa Kei)
Doppiata da: Akira Sekine
La presidente di classe. Apparentemente sembra una studentessa dura e senza fronzoli e perciò è in qualche modo impopolare, ma Akebi riesce comunque a fare amicizia con lei. È un membro del club di fotografia, nonché la migliore studentessa della classe dal punto di vista accademico.
Ayumi Tougeguchi (峠口 鮎美?, Tōgeguchi Ayumi)
Doppiata da: Shiori Mikami
Una ragazza solitaria e compagna di stanza di Ohkuma. Porta i capelli a doppia coda e soffre di una grave ansia al punto che deve assumere dei farmaci, con i quali Akebi la assiste. È un membro del club di ping pong.
Mai Togano (戸鹿野 舞衣?, Togano Mai)
Doppiata da: Haruka Shiraishi
Una ragazza del club di basket.
Yasuko Nawashiro (苗代 靖子?, Nawashiro Yasuko)
Doppiata da: Kaede Hondo
Una ragazza amichevole e popolare nel club di pallavolo della scuola.
Riri Minakami (水上 りり?, Minakami Riri)
Doppiata da: Yui Ishikawa
Una ragazza del Kansai e un membro del club di nuoto. È giocosa e competitiva, ma non va bene negli studi.
Hotaru Hiraiwa (平岩 蛍?, Hiraiwa Hotaru)
Doppiata da: Momo Asakura
Una ragazza dolce e pacata della classe di Akebi. È una delle studentesse più basse della sua classe.
Oshizu Hebimori (蛇森 生静?, Hebimori Oshizu)
Doppiata da: Mitsuho Kambe
Una ragazza con un debole per il punk rock nonché compagna di stanza di Togano. Nonostante il suo amore per la musica, inizialmente non sa suonare, anche se alla fine impara ad usare la chitarra.
Hitomi Washio (鷲尾 瞳?, Washio Hitomi)
Doppiata da: Shizuka Ishigami
Una ragazza alta e stoica il cui unico interesse è la pallavolo, e perciò è un membro del club dedicato a tale disciplina. Successivamente diventa la migliore amica di Nawashiro.

### Altri
Yuwa Akebi (明日 ユワ?, Akebi Yuwa)
Doppiata da: Kana Hanazawa
La madre di Akebi e Kao e la moglie di Sato. È una laureata ed ex studentessa dell'accademia femminile Roubai. In un'occasione viene mostrata una vecchia fotografia ritraente lei con due sue amiche che indossano l'uniforme scolastica alla marinara originale dell'accademia Roubai, il che ha ispirato Akebi a chiederle di realizzarle un'uniforme simile tutta sua.
Kao Akebi (明日 花緒?, Akebi Kao)
Doppiata da: Misaki Kuno
La sorellina di Akebi, frequenta la terza elementare.
Sato Akebi (明日 サト?, Akebi Sato)
Doppiata da: Satoshi Mikami
Il padre di Akebi e Kao e il marito di Yuwa. Solitamente è via per lavoro, ma trova il tempo per vedere la sua famiglia ogni volta che ne ha l'occasione.
Miki Fukumoto (福元 幹?, Fukumoto Miki)
Doppiata da: Shuka Saitō
Un idol che Akebi ammira molto. Durante una pubblicità di una bottiglia d'acqua è stata mostrata con indosso un'uniforme alla marinara e ciò ha ispirato Akebi a volerne una anche lei.

## Media

### Manga

#### Produzione
Il manga rappresenta la prima opera di Hiro ad essere pubblicata da Shūeisha. Circa sei mesi prima della conclusione della sua serie precedente, Yumekuri, Hiro è stato contattato dalla redazione di Weekly Young Jump ma siccome gli era impossibile lavorare a una serializzazione settimanale ha affermato di essere poco interessato a lavorare per la testata. Tuttavia, in un successivo incontro con i membri dello staff gli sono state fornite opzioni diverse dalla serializzazione settimanale e ha infine accettato.

#### Pubblicazione
Il manga, scritto e disegnato da Hiro, viene serializzato sul sito web Tonari no Young Jump di Shūeisha dal 2 agosto 2016. I capitoli vengono raccolti in volumi tankōbon a partire dal 19 aprile 2017. Al 19 maggio 2025 sono stati pubblicati un totale di 15 volumi.
In Italia la serie è stata annunciata durante il Comicon 2019 da Edizioni BD che ha iniziato a pubblicarlo sotto l'etichetta J-Pop dal 17 luglio 2019. La traduzione dei testi è curata da Davide Campari.

#### Volumi
| Nº | Data di prima pubblicazione | Data di prima pubblicazione | Data di prima pubblicazione | Data di prima pubblicazione |
| Nº | Giapponese                  | Giapponese                  | Italiano                    | Italiano                    |
| -- | --------------------------- | --------------------------- | --------------------------- | --------------------------- |
| 1  | 19 aprile 2017              | ISBN 978-4-08-890671-3      | 17 luglio 2019              | ISBN 978-88-3275-910-5      |
| 2  | 19 ottobre 2017             | ISBN 978-4-08-890765-9      | 18 settembre 2019           | ISBN 978-88-349-0020-8      |
| 3  | 18 maggio 2018              | ISBN 978-4-08-891016-1      | 27 novembre 2019            | ISBN 978-88-349-0096-3      |
| 4  | 19 novembre 2018            | ISBN 978-4-08-891115-1      | 15 gennaio 2020             | ISBN 978-88-349-0149-6      |
| 5  | 17 maggio 2019              | ISBN 978-4-08-891223-3      | 11 marzo 2020               | ISBN 978-88-349-0210-3      |
| 6  | 19 novembre 2019            | ISBN 978-4-08-891384-1      | 2 settembre 2020            | ISBN 978-88-349-0280-6      |
| 7  | 19 agosto 2020              | ISBN 978-4-08-891549-4      | 30 giugno 2021              | ISBN 978-88-349-0676-7      |
| 8  | 19 aprile 2021              | ISBN 978-4-08-891777-1      | 29 dicembre 2021            | ISBN 978-88-349-0863-1      |
| 9  | 19 ottobre 2021             | ISBN 978-4-08-892102-0      | 9 agosto 2023               | ISBN 978-88-349-2191-3      |
| 10 | 17 giugno 2022              | ISBN 978-4-08-892275-1      | 20 dicembre 2023            | ISBN 978-88-349-1353-6      |
| 11 | 17 marzo 2023               | ISBN 978-4-08-892538-7      | 21 agosto 2024              | ISBN 978-88-349-2541-6      |
| 12 | 19 ottobre 2023             | ISBN 978-4-08-892826-5      | 12 febbraio 2025            | ISBN 978-88-349-3219-3      |
| 13 | 18 aprile 2024              | ISBN 978-4-08-893222-4      | 6 agosto 2025               | ISBN 978-88-349-3582-8      |
| 14 | 18 ottobre 2024             | ISBN 978-4-08-893431-0      | —                           | —                           |
| 15 | 19 maggio 2025              | ISBN 978-4-08-893641-3      | —                           | —                           |

### Anime

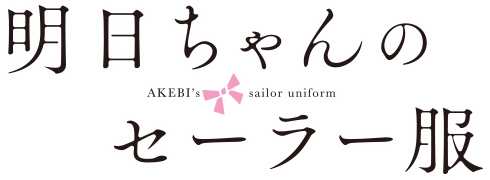
Logo della serie

Un adattamento anime prodotto da CloverWorks è stato annunciato il 26 marzo 2021. La serie, dal titolo Akebi's Sailor Uniform, è stata diretta da Miyuki Kuroki, sceneggiata e supervisionata da Rino Yamazaki e presenta il character design di Megumi Kouno. La colonna sonora è stata composta da Kana Utatane. L'anime è stato trasmesso dall'8 gennaio al 26 marzo 2022 su Tokyo MX e altre reti affiliate. La sigla d'apertura è Hajimari no setsuna (はじまりのセツナ? lett. "Il primo momento") cantata dalle Rōbai Gakuen Chūtōbu 1-nen 3-kumi (蠟梅学園中等部1年3組?), gruppo composto dai 16 personaggi femminili principali del cast, mentre quella di chiusura è Baton di Manatsu Murakami. Nell'episodio 7 è inoltre presente una cover del brano Cherry (チェリー?, Cherī) degli Spitz, qui cantata da Mitsuho Kambe (che nella serie presta la voce al personaggio di Oshizu Hebimori). I diritti per la distribuzione internazionale al di fuori dell'Asia sono stati acquistati da Crunchyroll, che ha pubblicato la serie in versione sottotitolata in vari Paesi del mondo, tra cui l'Italia.

#### Episodi
| Nº | Titolo italiano Giapponese 「Kanji」 - Rōmaji | In onda          | In onda |
| Nº | Titolo italiano Giapponese 「Kanji」 - Rōmaji | Giapponese       |         |
| 1  | La divisa alla marinaretta dei miei sogni 「あこがれのセーラー服」 - Akogare no Sērāfuku | 8 gennaio 2022   |         |
| 1  | Komichi Akebi è una ragazza energica e amichevole, che ha appena finito la scuola elementare e che desidera farsi molte amiche alle medie. Dato che frequenterà l'accademia femminile Roubai, è vicina a realizzare il suo sogno di indossare un'uniforme scolastica alla marinara, seguendo le orme della sua idol preferita, Miki Fukumoto, inoltre condivide un legame speciale con la sua sorellina Kao, che esprime la sua tristezza per il fatto che la vedrà meno spesso. La sera prima, Yuwa, la madre di Akebi, finisce di confezionare l'uniforme, rendendo felice la figlia ma il giorno dopo, durante la cerimonia d'ingresso della scuola, la ragazza scopre di essere l'unica a indossare un'uniforme alla marinara anziché un blazer. Così lei e la madre hanno un incontro con la preside dell'accademia, che permette ad Akebi di indossare la sua uniforme se lo desidera. Tornata a casa, Akebi pensa inizialmente di adeguarsi come le altre ragazze e rinunciare alla sua uniforme, ma Kao la convince a non vergognarsi di essere se stessa. Così, il primo giorno di scuola, Akebi si presenta con l'uniforme alla marinara e incontra Erika Kizaki, una sua compagna di classe. Vedendo che questa ha l'abitudine insolita di tagliarsi le unghie per alleviare lo stress ed è seduta nel banco accanto al suo, Akebi fa presto amicizia con lei. |                  |         |
| 2  | A domani 「また明日」 - Mata ashita | 15 gennaio 2022  |         |
| 2  | Akebi fa una lunga presentazione di se stessa alla classe, dopodiché prende appunti durante quelle delle altre per usarli con l'intento di fare amicizia in seguito. Mentre sta pranzando con Kizaki, incontra altre due compagne di classe: Tomono Kojou, una ragazza timida che porta gli occhiali, e Touko Usagihara, dal carattere birichino e che inizia subito a parlare con lei, facendo un po' ingelosire Kizaki. In seguito, Akebi scopre che molte ragazze vivono fuori città e quindi si fanno ospitare dai parenti come per Kojou, oppure si sono trasferite nei dormitori, come nei casi di Usagihara e Kizaki. Akebi, su insistenza di Usagihara, imita un movimento che l'idol Miki fa in uno dei suoi video musicali in cui si mette del burro di cacao in un modo unico, affascinando le sue vicine. Dopo aver giocato con loro dopo la scuola, Akebi torna a casa e trova suo padre, perennemente assente per lavoro fuori città, che è appena arrivato. Poiché non sa come parlare con la figlia dopo un'assenza così lunga, finge di dormire sul divano con Kao, e più tardi Akebi gli racconta come è andata a scuola. |                  |         |
| 3  | Hai scelto un club? 「部活はもう決めた？」 - Bukatsu wa mō kimeta? | 22 gennaio 2022  |         |
| 3  | Durante l'ora di educazione fisica, Akebi dimostra le sue grandi doti atletiche e attira l'attenzione di diversi club che la invitano ad unirsi a loro, ma lei non sa a quale iscriversi. In seguito, Akebi si complimenta con Kei Tanigawa, la rappresentante di classe, per le sue gambe e le chiede se può sollevarle la gonna per vederle meglio. Imbarazzata, Tanigawa rifiuta e consiglia ad Akebi di decidere presto un club in cui iscriversi. Più tardi, mentre Akebi e Tanigawa ascoltano della musica, la prima chiede all'altra di farsi una foto alle gambe e mandargliela con il telefono, poi Tanigawa riflette sull'ammirazione che prova per l'audacia di Akebi mentre torna a casa. Una volta qui, ha un lieve sexting con Akebi e le invia involontariamente una sua foto dopo che sua madre l'ha spaventata entrando in camera sua. Akebi però elogia le sue capacità fotografiche e le promette di non mostrarla a nessuno. Il giorno dopo, Akebi fa un giro per la scuola con Kojou e finiscono per ripararsi dalla pioggia in un magazzino, poi Kojou chiede all'altra di leggerle un libro del club di letteratura che ha con sé. Mentre Akebi legge, Kojou si addormenta sulla sua spalla e si sveglia sulle sue ginocchia, dopodiché la ringrazia mentre tornano indietro. Il giorno seguente, Tanigawa rivela di aver scelto il club di fotografia mentre Akebi quello di teatro. |                  |         |
| 4  | La mia immagine? 「私のイメージ？」 - Watashi no Imēji? | 29 gennaio 2022  |         |
| 4  | Tanigawa chiede ad Akebi di farle da modella per l'album del club di fotografia a cui sta lavorando e le spiega che vuole immortalare la sua vera "immagine". Mentre vagano per la scuola, Tanigawa fotografa le sue amiche mentre svolgono le attività dei rispettivi club, dopodiché si recano nella struttura utilizzata dal club di cerimonia del tè, che oggi non è occupata, per fare delle foto ad Akebi che si mette in varie pose. Mentre tornano indietro, una palla da baseball vagante cade in una pozza e la divisa di Akebi si sporca di fango, così Usagihara si scusa e offre a lei e Tanigawa di lavare i vestiti nel suo dormitorio. Una volta qui, Akebi nasconde le sue calze bucate, poi Usagihara le dà un cambio d'abito, fa il bucato e cucina dei dolcetti. Nel giro di poco, Usagihara consegna a diverse ragazze del dormitorio dei biscotti e Akebi la ammira per il fatto che abbia tante amiche. Successivamente, dopo che Akebi ha provato a mettersi ai fornelli ma con scarsi risultati, si rimette l'uniforme asciutta e pulita e rivela di avere le calze bucate, cosa che fa ridere le altre e Tanigawa decide di fotografarla trovando finalmente la sua vera "immagine" per l'album. Tornata a casa, Akebi sfoglia le pagine dell'album di Tanigawa insieme a Kao, e guardano le sue foto ricordo e quelle delle sue amiche. |                  |         |
| 5  | Voglio imparare un sacco di cose 「いっぱい知りたいなって」 - Ippai shiritai natte | 5 febbraio 2022  |         |
| 5  | Minoru Ohkuma, un'altra compagna di classe di Akebi, è un'appassionata della natura e mentre vaga per i boschi, ammira Akebi e sua sorella in lontananza. Dopo aver ricordato il primo giorno in cui si sono incontrate ed aver notato la sua passione per gli animali, Ohkuma e Akebi portano via un serpente del grano giapponese che stava vagando nel cortile e lo liberano nella natura. Ohkuma mostra ad Akebi il suo quaderno delle ricerche, dove documenta le informazioni sugli animali che vede e l'altra le dice che ne ha uno simile dove però prende appunti sulle compagne di classe. Decidono così di studiare insieme le loro amiche e finiscono per aiutare Hotaru Hiraiwa, ascoltare una conversazione tra Hitomi Washio e un'altra ragazza, incontrano Yasuko Nawashiro e osservano Riona Shijou, Mai Togano, Riri Minakami e infine si riuniscono a Kizaki e Usagihara. Ayumi Tougeguchi, la compagna di stanza di Ohkuma, continua ad osservare Akebi e si scopre che possiede un suo fazzoletto, poi si reca sul tetto per sfogare la rabbia in quanto non è riuscita ancora a parlarle. Qui viene raggiunta da Ohkuma e Akebi, e mentre quest'ultima va verso Tougeguchi, questa ricorda della volta in cui le aveva dato il fazzoletto. Akebi la abbraccia in quanto felice di scoprire che lei è la stessa ragazza che aveva aiutato prima dell'esame di ammissione e le dice che sarà lieta di parlarle quando vorrà, così Tougeguchi se ne va lusingata. Akebi ringrazia Ohkuma per il tempo trascorso assieme e decidono di osservare gli insetti un altro giorno mentre si abbracciano. |                  |         |
| 6  | Domani non c'è scuola, vero? 「明日、お休みじゃないですか」 - Ashita, oyasumi ja nai desu ka | 12 febbraio 2022 |         |
| 6  | Akebi dice a Kao che vuole invitare la sua amica Kizaki a casa, ma per tutta la settimana successiva non riesce a chiederlo alla ragazza e continua ad osservarla. Arriva venerdì e Kizaki chiede ad Akebi se ha qualcosa da dirle, dopodiché concordano per andare a pesca insieme. Il giorno dopo, Kizaki entra nel lago per abituarsi all'acqua e Akebi, pensando che si trovi in pericolo, decide di "salvarla" dimostrando il suo talento nel nuoto, e una volta chiarito l'equivoco, iniziano a pescare. In seguito, Kizaki è costretta ad entrare in acqua per recuperare la lenza rimasta impigliata e pesca un pesce grosso, così grazie all'intervento di Akebi, riesce a catturarlo. Tornate a riva, scattano più foto e video dell'impresa, e liberano il pesce nel lago. Akebi offre a Kizaki di cambiarsi a casa sua, dove sua madre e sua sorella la accolgono calorosamente. Mentre fanno il bagno, Akebi esprime la sua gelosia a Kizaki in quanto la sua famiglia l'ha chiamata per nome. Dopo il bagno, Kao e la madre mettono in imbarazzo Akebi svelando alcune sue abitudini buffe. Yuwa accompagna tutte le ragazze in macchina fino a casa di Kizaki, e dopo essere arrivate a destinazione, Kizaki grida il nome di Akebi mentre se ne vanno, dicendole che da ora in poi la chiamerà per nome. Tornata a casa, Akebi guarda felicemente le foto di quella giornata sul letto. |                  |         |
| 7  | Fammi ascoltare, ti prego! 「聴かせてください」 - Kikasete kudasai | 19 febbraio 2022 |         |
| 7  | Prima delle lezioni, Akebi e Kizaki parlano della giornata precedente, e più tardi Oshizu Hebimori, un'altra loro compagna di classe, sente alcune ragazze suonare una chitarra elettrica. In seguito, mentre sta leggendo una rivista musicale, arriva Akebi che le chiede se sa suonare qualche strumento musicale, e lei mente dicendole che sa suonare la chitarra, portando Akebi a chiederle di suonare per lei. Quando arriva nel suo dormitorio, Hebimori pizzica alcune corde della chitarra di suo padre e inizia a imparare a suonare da sola. Qualche tempo dopo, Hebimori rivela alla sua coinquilina Mai Togano che ha problemi a imparare a suonare e stare al passo con la scuola. Togano la incoraggia, dicendole di esercitarsi ogni giorno per migliorarsi, così continua a provare finché una mattina chiede finalmente ad Akebi di seguirla nell'aula di musica. Prima che possa suonare, le due si nascondono sotto un pianoforte e arriva Kizaki che lo suona magnificamente. Una volta che se ne è andata, Hebimori rivela ad Akebi che non sa suonare ma questa le dice che vuole comunque ascoltarla, così suona e canta una canzone che ha praticato, rendendo felice Akebi, che la applaude. Tornata nella sua stanza, Hebimori continua ad esercitarsi, spiegando a Togano che ha intenzione di dare ad Akebi una performance migliore la prossima volta. |                  |         |
| 8  | La prossima volta voglio vincere 「次は勝ちたい」 - Tsugi wa kachitai | 26 febbraio 2022 |         |
| 8  | Akebi e un'altra ragazza stanno per sfidarsi in una gara di nuoto, dopodiché la scena si sposta ad alcuni giorni prima, quando vengono dati i risultati dell'esame di metà trimestre. Tanigawa e Tatsumori scelgono insieme alla classe le partecipanti del prossimo festival sportivo e per la gara di nuoto vengono nominate Akebi, Ohkuma, Tatsumori e Riri Minakami. Kizaki rivela le capacità di Akebi nel nuoto e Tatsumori vuole far sfidare questa e Minakami per stabilire l'ordine della staffetta. Dopo le lezioni, Minakami dice ad Akebi che se vincerà lei dovranno scambiarsi le uniformi, poi Akebi torna a casa e trova la madre che sta lavorando alla divisa estiva. Il giorno della sfida, Akebi riesce a stare al passo con Minakami, ma perde per poco, poi questa si congratula con lei e le spiega che stava bluffando riguardo all'uniforme, in quanto voleva che prendesse la gara sul serio. In classe, Minakami dice che non potrà più gareggiare se non supera l'esame di riparazione e rivela che Tatsumori ha accettato di aiutarla. Akebi torna a casa e vede che l'uniforme estiva è completa, così il padre le dice che le sta bene e la rende felice. Kao va in camera sua per provare una delle sue uniformi, poi arriva Akebi che vedendo la sorella delusa per non essere bella come lei, la conforta, facendole tornare il sorriso. |                  |         |
| 9  | Oh... issa! 「せ～のっ！」 - Se～no! | 5 marzo 2022     |         |
| 9  | Akebi incontra Kizaki, Kojou e Usagihara presso il centro commerciale Sennosawa per fare compere per il festival sportivo. Dato che Akebi ci è già stata, si offre di fare da guida per le altre, ma Usagihara dimostra di conoscere il luogo meglio di lei. Dopo aver visitato più negozi, si recano in una libreria dove Kizaki vede un libro a cui è interessata, e Kojou dice che è lo stesso che stava leggendo durante il viaggio in pullman e si offre di prestarle la sua copia, poi parla del suo segnalibro fatto a mano, regalatole dalla madre quando era piccola. Mentre stanno mangiando, Kojou si accorge che ha perso il suo segnalibro, così lei e le altre lo cercano finché Kojou non dice di lasciar perdere, cosa che le altre accettano con riluttanza. Akebi vede poi il segnalibro legato a un palloncino appeso all'esterno, e quando Kojou scioglie il nodo, una forte raffica di vento spinge il palloncino contro un ramo di un albero e rimane impigliato. Akebi e le altre aiutano l'amica a raggiungerlo, e dopo averlo recuperato, inizia a piovere e si mettono a giocare all'aperto. Alla fine, torna il sereno e le ragazze assistono all'"organo di luce", un fenomeno che mostra i raggi crepuscolari, il quale è anche presente nel libro letto da Kojou. |                  |         |
| 10 | Forza! Forza! 「ファイト！ファイト！」 - Faito! Faito! | 12 marzo 2022    |         |
| 10 | Durante le lezioni estive per il prossimo festival sportivo, Akebi, Tanigawa, Neko Kamimoku e Yasuko Nawashiro formano la squadra di cheerleader della loro classe. Dopo aver preparato i pon pon, decidono di tifare mentre si allenano le altre, quindi vanno da Ohkuma e Tougeguchi, che stanno facendo pratica nel ping pong. Akebi e le altre fanno il tifo ma si ritrovano completamente scoordinate, portando Tougeguchi a farle capire dove stanno sbagliando e queste iniziano già a mostrare segni di miglioramento, così trascorrono il resto della giornata a fare il tifo per le altre ragazze. Nel frattempo, Kizaki gioca a tennis con Riona Shijou, una ragazza che ha praticato la disciplina fino a due anni prima, le cui capacità sono peggiorate. Notando che Shijou sta guardando il corpo snello di Akebi con invidia, Kizaki la spinge a farla entrare temporaneamente nella squadra di cheerleader per superare le sue insicurezze e paure. Dopo aver visto una registrazione della sua scarsa prestazione nel fare il tifo, Shijou diventa determinata a riprovarci e riesce a migliorare molto, finendo per recuperare il vigore che le serviva per tornare a giocare a tennis. In seguito, Akebi va al club di teatro, dove la presidente le dà un foglio che la lascia stupita. |                  |         |
| 11 | Condividere questo momento... con tutte quante... 「同じ時間…みんなと…」 - Onaji jikan... minna to... | 19 marzo 2022    |         |
| 11 | Akebi arriva a scuola e si scopre che ballerà al dopo-festival per il club di teatro. Più tardi, viene mostrata Kizaki che fantastica di suonare il piano durante l'esibizione di Akebi, poi Usagihara le dice che Akebi ballerà sulle note di una canzone dell'idol Miki e le suggerisce di suonare durante l'evento per rendere felice la loro amica. Tempo dopo, Usagihara e Akebi si esercitano nella pallavolo, dove però dimostrano di avere molte lacune che devono colmare. Non trovando una palestra dove allenarsi dopo la scuola, Akebi contatta la sua maestra delle elementari, Mako Komori, che le concede di utilizzare la palestra della scuola elementare che frequentava da bambina. Il giorno dopo, Akebi, la sua squadra e Kao si recano sul posto per esercitarsi e migliorano molto, poi viene mostrato che Usagihara ha invitato l'intera classe a unirsi a loro, finendo per rendere ancora più felice Akebi. Kizaki invece non è potuta venire in quanto è impegnata ad esercitarsi a suonare il piano. Il giorno successivo, Akebi arriva a scuola determinata a vincere il festival sportivo insieme alle altre. |                  |         |
| 12 | Non sono sola 「ひとりじゃないんだ」 - Hitori ja nain da | 26 marzo 2022    |         |
| 12 | Durante la cerimonia di chiusura del festival sportivo, due studentesse intrattengono le altre, presentando i club. Dopo aver parlato con Usagihara, Akebi sale sul palco insieme a Kizaki, poi tramite un flashback si apprende che Kizaki ha chiesto il permesso alla presidente del club di teatro per eseguire un accompagnamento musicale dal vivo. L'esibizione ha inizio, con Kizaki che suona al piano e Akebi che balla sul palco, e le sue mosse ricordano alle ragazze di quando faceva il tifo per loro. Così vengono mostrate le competizioni del festival sportivo tramite dei flashback, dove Akebi ha sempre supportato le altre, sia tifando che gareggiando. Mentre la coreografia di Akebi prosegue, Kizaki suona il violino e riflette sul fatto che è grazie a lei che è riuscita nuovamente a divertirsi suonando. Terminata l'esibizione, le due vengono applaudite dal pubblico. Il giorno dopo, Akebi guarda la sua uniforme alla marinara appesa alla finestra e si chiede se tutto sia stato solo un sogno. In seguito, arriva a scuola in anticipo, e parla con Kizaki in attesa dell'arrivo delle loro amiche. In una scena dopo i crediti, viene mostrata una foto di Akebi con le sue compagne di classe che si sono aggiudicate il primo posto al festival. |                  |         |

## Accoglienza
Entro marzo 2023, il manga aveva un milione di copie vendute in circolazione.
Secondo un redattore di AnimeClick.it, l'anime presentava della sigle e delle insert song di ottima fattura, così come la prestazione delle doppiatrici e altri elementi in generale, ritenendo che la maggior parte del lavoro svolto per la trasposizione animata era da promuovere. La struttura alla base era quella di uno slice of life iyashikei tradizionale, con relativi topoi, che non osava andare troppo in alto, ma che rimaneva fedele alle sue convinzioni e faceva dei suoi punti di forza degli ottimi biglietti da visita. La storia di Akebi e delle altre studentesse dell'accademia Roubai era riuscita nel fine di scaldare i cuori degli spettatori grazie alla semplicità, la spensieratezza e l'allegria che solo un anime del genere poteva offrire.
Livia Soreca di Everyeye.it lo ha descritto come un prodotto molto particolare, diverso da ciò a cui il mondo degli anime aveva abituato gli spettatori. Alcuni espedienti nati nel manga non riuscivano a trovare un'eccellente riuscita, ma nonostante ciò la percezione che lo spettatore poteva avere era fin troppo soggettiva. Quelli che sembravano dei difetti potevano diventare punti di forza per qualcosa di originale. Nonostante il tanto discusso fanservice sui piedi rovinasse un po' l'atmosfera generale, l'opera riusciva a conquistare il pubblico con la sua semplicità e la sua dolcezza, che erano il vero motore di questo slice of life scolastico.
Trattando dell'episodio 12 dell'anime, Mercedez Clewis di Anime News Network ha affermato che l'ultimo episodio della serie sembrava una celebrazione dei tre mesi trascorsi in compagnia della protagonista Akebi, rivelandosi davvero un buon slice of life, nonché una delle sue serie preferite della stagione. Clewis ha trovato molto emozionante vedere la serie come una storia di formazione su un adolescente che si stava semplicemente appassionando a qualcosa e sperava che Akebi non perdesse mai la sua passione, mostrandosi come un raggio di sole che non si arrendeva mai e che ispirava gli altri ad essere esattamente quello che erano.
Allen Moody di THEM Anime Reviews ha apprezzato la qualità grafica dell'anime, ritenendo però che i personaggi avevano bisogno di una maggiore caratterizzazione a livello comico o almeno più idiosincrasie tra le protagoniste, in modo simile a Hidamari sketch.